# Coppa dei Campioni 1979-1980 (hockey su pista)
La Coppa dei Campioni 1979-1980 è stata la 15ª edizione della massima competizione europea di hockey su pista riservata alle squadre di club. Il torneo ha avuto inizio il 12 aprile e si è concluso il 12 luglio 1980.
Il titolo è stato conquistato dal Barcellona per la quinta volta nella sua storia, la terza consecutiva.

## Squadre partecipanti
| Nazione        | Club             | Città            | Qualificazione                                                                      |
| -------------- | ---------------- | ---------------- | ----------------------------------------------------------------------------------- |
| Belgio         | Rolta            | Lovanio          | 1º nel campionato belga 1979, campione del Belgio                                   |
| Francia        | La Vendéenne     | La Roche-sur-Yon | 1º nel campione francese 1979, campione di Francia                                  |
| Germania Ovest | Herten           | Herten           | 1º nel campionato tedesco 1979, campione di Germania Ovest                          |
| Inghilterra    | Middlesbrough    | Middlesbrough    | 1º in Roller Hockey Premier League nel 1979, campione d'Inghilterra                 |
| Italia         | Laverda Breganze | Breganze         | 1º in Serie A 1979, campione d'Italia                                               |
| Paesi Bassi    | Lichtstad        | Eindhoven        | 1º in 1ª Klasse 1979, campione dei Paesi Bassi                                      |
| Portogallo     | Benfica          | Lisbona          | 1º in 1ª Divisão 1978-1979, campione del Portogallo                                 |
| Spagna         | Barcellona       | Barcellona       | Campione d'Europa in carica e 1º in División de Honor 1978-1979, campione di Spagna |
| Spagna         | Reus Deportiu    | Reus             | 2º in División de Honor 1978-1979                                                   |
| Svizzera       | RS Zurigo        | Zurigo           | 1º in LNA 1979, campione di Svizzera                                                |

## Risultati

### Primo turno
| Squadra 1        | Totale  | Squadra 2 | Andata | Ritorno |
| ---------------- | ------- | --------- | ------ | ------- |
| Herten           | 18 - 10 | Rolta     | 12 - 3 | 6 - 7   |
| Laverda Breganze | 2 - 3   | Benfica   | 0 - 2  | 2 - 1   |

### Quarti di finale
| Squadra 1     | Totale | Squadra 2    | Andata | Ritorno |
| ------------- | ------ | ------------ | ------ | ------- |
| Benfica       | 20 - 4 | La Vendéenne | 13 - 1 | 7 - 3   |
| Middlesbrough | 4 - 29 | Lichtstad    | 1 - 9  | 3 - 20  |
| RC Zurigo     | 6 - 21 | Barcellona   | 4 - 8  | 2 - 13  |
| Reus Deportiu | 15 - 1 | Herten       | 7 - 1  | 8 - 0   |

### Semifinali
| Squadra 1  | Totale | Squadra 2     | Andata | Ritorno |
| ---------- | ------ | ------------- | ------ | ------- |
| Barcellona | 8 - 5  | Reus Deportiu | 5 - 0  | 3 - 5   |
| Lichtstad  | 6 - 8  | Benfica       | 3 - 5  | 3 - 3   |

### Finale
| Squadra 1  | Totale | Squadra 2 | Andata | Ritorno |
| ---------- | ------ | --------- | ------ | ------- |
| Barcellona | 11 - 5 | Benfica   | 5 - 2  | 6 - 3   |

#### Andata
| Barcellona 5 luglio 1980 | Barcellona | 5 – 2 | Benfica | Palau Blaugrana |

#### Ritorno
| Lisbona 12 luglio 1980 | Benfica | 3 – 6 | Barcellona |  |